# Universidad Católica de Murcia Club de Fútbol
Maillots
Actualités
L'Universidad Católica de Murcia Club de Fútbol (UCAM Murcia C.F.), à l'origine Costa Cálida Club de Fútbol, est un club de football espagnol fondé en 1999 et situé à Murcie. Son siège social se trouve au Centro comercial La Noria outlet (La Ñora).

## Histoire
L'Universidad Católica de Murcia Club de Fútbol est fondé en 1999. Le club débute au cinquième niveau espagnol et monte en Tercera División dès la fin de la première saison. Il reste à ce niveau cinq saisons avant de descendre.
Le club fait partie du groupe XIII de la Tercera División (quatrième division), jusqu'à la saison 2011-2012, qui voit le club rejoindre la Segunda división B, au moment où l'UCAM acquiert le club.
Lors de la saison 2015-2016, le club obtient la promotion en deuxième division pour la première fois de son histoire.

### Dates clés
- 1999 : Fondation du club
- 2012 : Promotion en Segunda División B (troisième division)
- 2013 : Relégation en Tercera División (quatrième division)
- 2014 : Promotion en Segunda División B (troisième division)
- 2016 : Promotion en Segunda División (deuxième division)
- 2017 : Relégation en Segunda División B
- 2022 : Relégation en Segunda Federación (quatrième division)

## Bilan saison par saison
| Saison    | Niveau | Division            | Place | Copa del Rey    |
| --------- | ------ | ------------------- | ----- | --------------- |
| 1999-2000 | 5      | Primera Regional    | 1er   |                 |
| 2000-2001 | 4      | Tercera División    | 14e   |                 |
| 2001-2002 | 4      | Tercera División    | 10e   |                 |
| 2002-2003 | 4      | Tercera División    | 11e   |                 |
| 2003-2004 | 4      | Tercera División    | 16e   |                 |
| 2004-2005 | 4      | Tercera División    | 19e   |                 |
| 2005-2006 | 6      | Primera Regional    | 1er   |                 |
| 2006-2007 | 5      | Regional Preferente | 10e   |                 |
| 2007-2008 | 5      | Regional Preferente | 4e    |                 |
| 2008-2009 | 4      | Tercera División    | 12e   |                 |
| 2009-2010 | 4      | Tercera División    | 4e    |                 |
| 2010-2011 | 4      | Tercera División    | 1er   |                 |
| 2011-2012 | 4      | Tercera División    | 6e    | 2e tour         |
| 2012-2013 | 3      | Segunda División B  | 17e   |                 |
| 2013-2014 | 4      | Tercera División    | 1er   |                 |
| 2014-2015 | 3      | Segunda División B  | 2e    | 3e tour         |
| 2015-2016 | 3      | Segunda División B  | 1er   | 3e tour         |
| 2016-2017 | 2      | Segunda División    | 19e   | 1/16e de finale |
| 2017-2018 | 3      | Segunda División B  | 7e    | 1er tour        |
| 2018-2019 | 3      | Segunda División B  |       | 2e tour         |

- 1 saison en Segunda División
- 5 saisons en Segunda División B
- 5 saisons en Tercera División